# Lelateng
Lelateng is een bestuurslaag in het regentschap Jembrana van de provincie Bali, Indonesië. Lelateng telt 8941 inwoners (volkstelling 2010).